# مار كوركيس الثالث يونان
مار كوركيس الثالث يونان (15 تموز 1980 - ) هو بطريرك الكنيسة الشرقية في العراق والعالم منذ 9 حزيران سنة 2022، وانتخبه المجمع المقدس للكنيسة الشرقية القديمة في 12 تشرين الأول سنة 2022، حين عقدوا مجلسهم في كنيسة مار عوديشو في مدينة شيكاغو الامريكية. ليكون الجاثليق البطريرك العاشر ومئة (110) للكنيسة (الشرقية القديمة) في (العراق والعالم). وكان تنصيبه في كنيسة مريم العذراء للكنيسة الشرقية القديمة ببغداد.

## النشأة والدراسة
ولد البطريرك مار كيوركيس الثالث يونان في مدينة بغداد، وبعد أربعين يوماً من ولادته هاجرت أسرتُه من العراق إلى اليونان؛ فأقاموا سنتين، حتى قُبلَ طلب لجوئهم إلى الولايات المتحدة الأمريكية حيث سكنوا في مدينة شيكاغو، وهنالك، في كنيسة مار اوديشو، تعلّمَ كوركيس اللغةَ الآشورية وطقوسَ الديانة المسيحية وفقاً للكنيسة الشرقية القديمة، وكان أستاذه اويقم بثيو، وحين بلغ الثانية عشرة سنة 1992 رُسّم كوركيس شمّاساً للكنيسة، على يد المطران مار نرسي توما، وبعد 5 سنوات صار شمّاساً إنجيلياً، على يد المطران مار أدي الثاني، وفي 11 آذار سنة 2012 رُسّم كاهناً في الكنيسة على المطران مار زيا خوشابا، ثم صار أسقفّاً سنة 2014، درسَ كوركيس منذ سنة 2004 حتى سنة 2018 حين حصل على الماجستير.